# 原強
原 強（はら つよし、1957年 - ）は、日本の法学者。専門は民事訴訟法。上智大学教授。元法務省司法試験考査委員。

## 人物・経歴
群馬県生まれ。1976年関西大学北陽高等学校卒業。1981年上智大学法学部法律学科卒業。1986年上智大学大学院法学研究科博士後期課程単位取得退学、上智大学法学部助手。1988年札幌学院大学法学部助教授。1994年札幌学院大学法学部教授。1996年カリフォルニア大学バークレイ校ロースクール客員研究員。1999年明治学院大学法学部教授。2002年同法学部長。2004年弁護士登録。2004年上智大学法科大学院教授。2008年法務省司法試験考査委員。2012年同法科大学院長。2021年上智大学法学部長。2023年同法科大学院特別契約教授。

## 著書
- 『株主代表訴訟 : 全判例と理論を知る』（小林秀之と共著）日本評論社 1996年
- 『論点講義シリーズ　民事訴訟法』（小林秀之と共著）弘文堂 2000年初版/2005年第3版
- 『新会社法と会社訴訟の実務』（小林秀之ほかと共著）新日本法規　2006年
- 『やさしい民事訴訟法』法学書院 2014年